# Cannibale (toast)
Pour les articles homonymes, voir Cannibale.

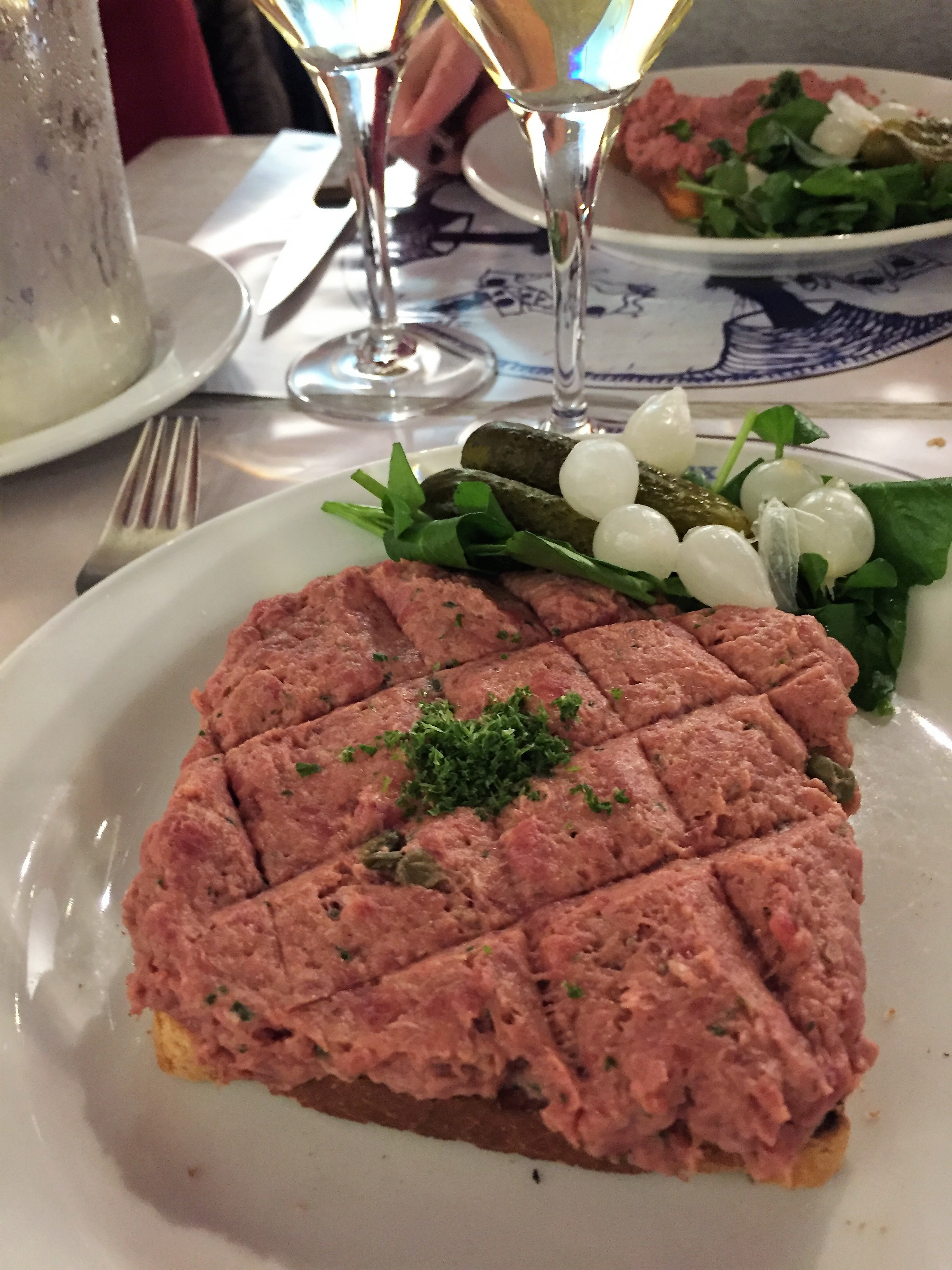
Un cannibale avec cornichons, oignons et câpres.

Le cannibale est une spécialité belge, composée d'un toast recouvert de filet américain (une variante belge du steak tartare).

## Description
Le cannibale est formé d'une tranche de pain de mie toastée, coupée en diagonale, et garnie d'une couche assez épaisse de filet américain tartinée sur la tranche de pain grillé encore tiède. On peut y ajouter des cornichons, de petits oignons au vinaigre ou des câpres.
Le cannibale est souvent servi sur une assiette garnie de crudités ou de salade, et accompagnée de sauce Worcestershire. Il peut aussi être commandé « à cheval » (surmonté d'un œuf sur le plat). Il fait partie des petits plats de brasserie, au même titre que le croque-monsieur.

## Origine
Un sandwich cannibale, qui doit son nom à la viande crue qu'il contient, est également parfois consommé aux États-Unis, notamment au Wisconsin où il aurait été importé par les communautés allemandes, polonaises ou autres, et était populaire depuis les années 1890 dans des villes comme Philadelphie et Détroit. On ne sait pas s'il y a un rapport avec le toast cannibale belge. 

## Source
- (en) « Cannibal sandwich », www.barrypopik.com (consulté le 22 mars 2019).